# Państwowa Akademia Nauk Stosowanych w Krośnie
Państwowa Akademia Nauk Stosowanych w Krośnie – publiczna uczelnia zawodowa, powstała w 1999 w Krośnie. Jej patronem jest Stanisław Pigoń.

## Historia
Powstała 1 lipca 1999 jako Państwowa Wyższa Szkoła Zawodowa w Krośnie w oparciu o pracowników naukowo-dydaktycznych Uniwersytetu Jagiellońskiego, Akademii Górniczo-Hutniczej im. Stanisława Staszica w Krakowie i Wyższej Szkoły Pedagogicznej w Rzeszowie. Pierwotnie prowadziła następujące specjalności zawodowe: język polski; język angielski; język niemiecki; edukacja wczesnoszkolna; wychowanie fizyczne z gimnastyką korekcyjną i turystyką. W kolejnych latach uczelnia poszerzała ofertę o nowe specjalności. 
8 sierpnia 2012 uczelnia zmieniła nazwę na Państwowa Wyższa Szkoła Zawodowa im. Stanisława Pigonia w Krośnie. W 2019 uruchomiła pierwsze studia II stopnia na kierunkach: inżynieria produkcji oraz zarządzanie. 
1 maja 2020 została przekształcona w Karpacką Państwową Uczelnię w Krośnie. 
1 stycznia 2023 uczelnia zmieniła nazwę na Państwowa Akademia Nauk Stosowanych.

## Władze i struktura
Władze uczelni w kadencji 2020–2024:
- rektor: dr hab. Zbigniew Barabasz
- prorektor ds. rozwoju: dr Agnieszka Woźniak
- prorektor ds. studiów: dr Krzysztof Frączek

Uczelnię tworzą trzy instytuty:
- Instytut Humanistyczny (dyrektor: dr Bartosz Gołąbek)
- Instytut Politechniczny (dyrektor: dr inż. Piotr Wais)
- Instytut Zdrowia i Gospodarki (dyrektor: dr Renata Dziubaszewska)

## Rektorzy
Funkcję rektora uczelni pełnili:
- 1999–2000: prof. dr hab. Janusz Strutyński
- 2000–2004: prof. dr hab. Andrzej Gonet
- 2004–2012: dr hab. Janusz Gruchała
- 2012–2020: prof. dr hab. Grzegorz Przebinda[12]
- 2020–2024: dr hab. Zbigniew Barabasz[13]